# 夏洛特·库珀

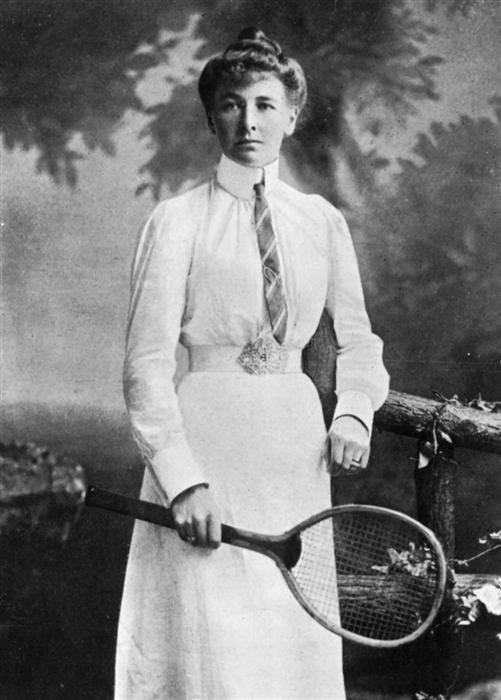

夏洛特·库珀（英語：Charlotte Cooper，1870年9月22日—1966年10月10日），英国前女子网球运动员。她在1900年夏季奥运会上获得女子网球单打冠军，是世界上第一个获得奥运会冠军的女性。

## 生平
夏洛特·库珀生于英格兰米德尔塞克斯郡的伊灵。1966年10月10日，夏洛特·库珀去世，享年96岁。